# Карр, Сэм
Сэм Карр (англ. Sam Carr, при рождении Шмил Коган; 7 июля 1906—1989) — канадский политический деятель, член Коммунистической партии Канады.

## Биография
Родился в Томашполе (ныне посёлок городского типа в Винницкой области Украины) в 1906 году. В 1924 году иммигрировал в Канаду, проживал в Виннипеге и Реджайне, в 1925 году обосновался в Монреале. Карр стал организатором в Коммунистическом союзе молодёжи Канады совместно с Фредом Роузом.
В 1931 году Карр был арестован вместе с рядом других руководителей Коммунистической партии и 30 месяцев провёл в заключении в тюрьме Кингстон. После освобождения из тюрьмы, в 1935 году, он организовал марш на Оттаву.
Карр был редактором газеты коммунистической партии Кларион, пока в 1940 году коммунистическая партия не была вновь объявлена вне закона, и ему и другим лидерам партии не пришлось бежать в Соединенные Штаты. В 1942 году, после того, как в результате немецкого вторжения в СССР Советский Союз стал союзником Канады в войне, партийные лидеры, ушедшие в подполье, такие как Сэм Карр и Тимоти Бак, сдались властям и после десятидневного заключения были освобождены под обещание воздерживаться от коммунистической деятельности. В 1943 году Сэм Карр стал организатором Рабочей прогрессивной партии — легальной партии канадских коммунистов.
В 1946 году, после бегства Игоря Гузенко в Оттаву, на арест Карра был выдан ордер, и Карр вновь бежал в Соединённые Штаты. Королевская комиссия по шпионажу начала расследовать его деятельность. В 1949 году он был признан виновным в сговоре с целью получения фальшивого паспорта и был заключён в тюрьму на семь лет. Затем переехал в Польшу. Карр был одним из главных вербовщиков шпионов для СССР в Канаде.
После освобождения из тюрьмы Карр больше не был членом Коммунистической партии, но стал активистом левой прогрессивной организации United Jewish Peoples' Order (UJPO) и состоял в ней вплоть до своей смерти в 1989 году. Он писал для журнала UJPO под псевдонимом Джордж Льюис.